# Thomas Eichin
Thomas Eichin (* 9. Oktober 1966 in Freiburg im Breisgau) ist ein deutscher Sportmanager und ehemaliger Fußballspieler.

## Karriere als Spieler
Eichin wurde 1984 mit der U-16-Nationalmannschaft Europameister. Noch als Jugendspieler wechselte Eichin 1985 vom Freiburger FC zu Borussia Mönchengladbach, für die er als Abwehrspieler 12 Jahre in der höchsten deutschen Fußballliga spielte. Sein erstes Bundesligaspiel bestritt der Rechtsfuß am 3. Oktober 1987 beim 3:1 gegen Eintracht Frankfurt. Mit Borussia Mönchengladbach erreichte er 1992 das Finale des DFB-Pokals, das gegen Hannover 96 verloren wurde. Für die Rückrunde der Saison 1994/95 wurde er in die 2. Fußball-Bundesliga an den 1. FC Nürnberg verliehen, für den er zehn Spiele bestritt. Zur Saison 1995/96 kehrte er zurück nach Mönchengladbach. Bei der 0:2-Niederlage im Heimspiel gegen den FC Bayern München am 16. Dezember 1998 machte er sein letztes Spiel in der Fußball-Bundesliga; er wurde in der 68. Minute ausgewechselt.
Eichin war bis zum 31. Spieltag der Saison 2008/09 (8. Mai 2009) mit 180 Bundesliga-Einsätzen und keinem erzielten Tor der torungefährlichste Feldspieler der Bundesliga, wurde jedoch kurz darauf von Markus Schuler von Arminia Bielefeld abgelöst, der bis zum Ende derselben Spielzeit auf 182 Spiele ohne Tor kam. Während seiner Zeit beim 1. FC Nürnberg erzielte Eichin in der Zweitligabegegnung gegen den SV Meppen sein einziges Tor als Fußballprofi, allerdings wurde das Spiel mit 0:2 für Meppen gewertet, da Nürnbergs Trainer Günter Sebert mit dem Österreicher Reinhold Hintermaier unerlaubterweise einen vierten Ausländer eingewechselt hatte.

## Karriere als Sportmanager
Eichin absolvierte von 1993 bis 1995 eine Weiterbildung in der Fachrichtung Sportmanagement. Nach seiner aktiven Zeit als Profifußballer verpflichtete ihn der Eishockey-Club Kölner Haie 1999 zunächst als Marketingleiter, 2001 als Geschäftsführer. Mit dem Verein gewann er 1999 den Spengler Cup, 2002 die deutsche Meisterschaft und 2004 den deutschen Eishockeypokal.
Zum 15. Februar 2013 verpflichtete der Fußball-Bundesligist Werder Bremen Eichin als neuen Geschäftsführer Sport. Damit trat Eichin die Nachfolge von Klaus Allofs, der zum VfL Wolfsburg gewechselt war, an. Sein Vertrag bei Werder Bremen lief bis 2018. Am 19. Mai 2016 wurde Eichin wegen unterschiedlicher Auffassungen zur zukünftigen sportlichen Entwicklung von Frank Baumann abgelöst. Im Juni 2016 wurde Eichin als Nachfolger von Oliver Kreuzer Geschäftsführer Sport beim TSV 1860 München. Im November 2016 wurde Eichin auf Initiative des Investors Hasan Ismaik zum Sportdirektor degradiert und kurz darauf beurlaubt. Ab August 2017 war er Geschäftsführer einer Sportlermanagement-Agentur. Von Juli 2020 bis Juni 2023 fungierte Eichin als Leiter der Nachwuchsabteilung von Bayer 04 Leverkusen. Am 1. Juli 2023 wurde er als Direktor Lizenz Teil der Geschäftsleitung der Leverkusener Fußball GmbH.

## Familie
Thomas Eichin war 28 Jahre mit seiner Frau Julia verheiratet, mit der er zwei Töchter hat, bis sich das Paar 2016 trennte. Er ist der Schwiegervater des deutschen Eishockey-Nationalspielers Moritz Müller, der seit 2014 mit Eichins älterer Tochter Nadja verheiratet ist. Seine jüngere Tochter ist seit 2021 ebenfalls mit einem Profisportler verheiratet.

## Erfolge
- U-16-Europameister: 1984